# Lauroux
Lauroux (okzitanisch: Laurós) ist ein Ort und eine südfranzösische Gemeinde mit 208 Einwohnern (Stand: 1. Januar 2022) im Département Hérault in der Region Okzitanien (vor 2016: Languedoc-Roussillon). Die Gemeinde gehört zum Arrondissement Lodève und zum Kanton Lodève. Die Einwohner werden Lauroussiens genannt.

## Lage
Lauroux liegt etwa 51 Kilometer westnordwestlich von Montpellier. Umgeben wird Lauroux von den Nachbargemeinden Les Rives im Norden, Saint-Félix-de-l’Héras im Nordosten, Pégairolles-de-l’Escalette im Osten, Poujols im Osten und Südosten, Lodève im Südosten, Les Plans im Süden, Roqueredonde im Westen sowie Romiguières im Nordwesten.

## Bevölkerungsentwicklung
| Jahr                       | 1962 | 1968 | 1975 | 1982 | 1990 | 1999 | 2006 | 2017 |
| Einwohner                  | 155  | 140  | 151  | 152  | 149  | 172  | 195  | 200  |
| Quellen: Cassini und INSEE |      |      |      |      |      |      |      |      |

## Sehenswürdigkeiten
- Kirche Sainte-Marie (auch: Notre-Dame) aus dem 11./12. Jahrhundert
- Grotte de Labeil (Höhle)
- Château de Lauroux (ehemaliger Bischofssitz) heute in privat Besitz[1]

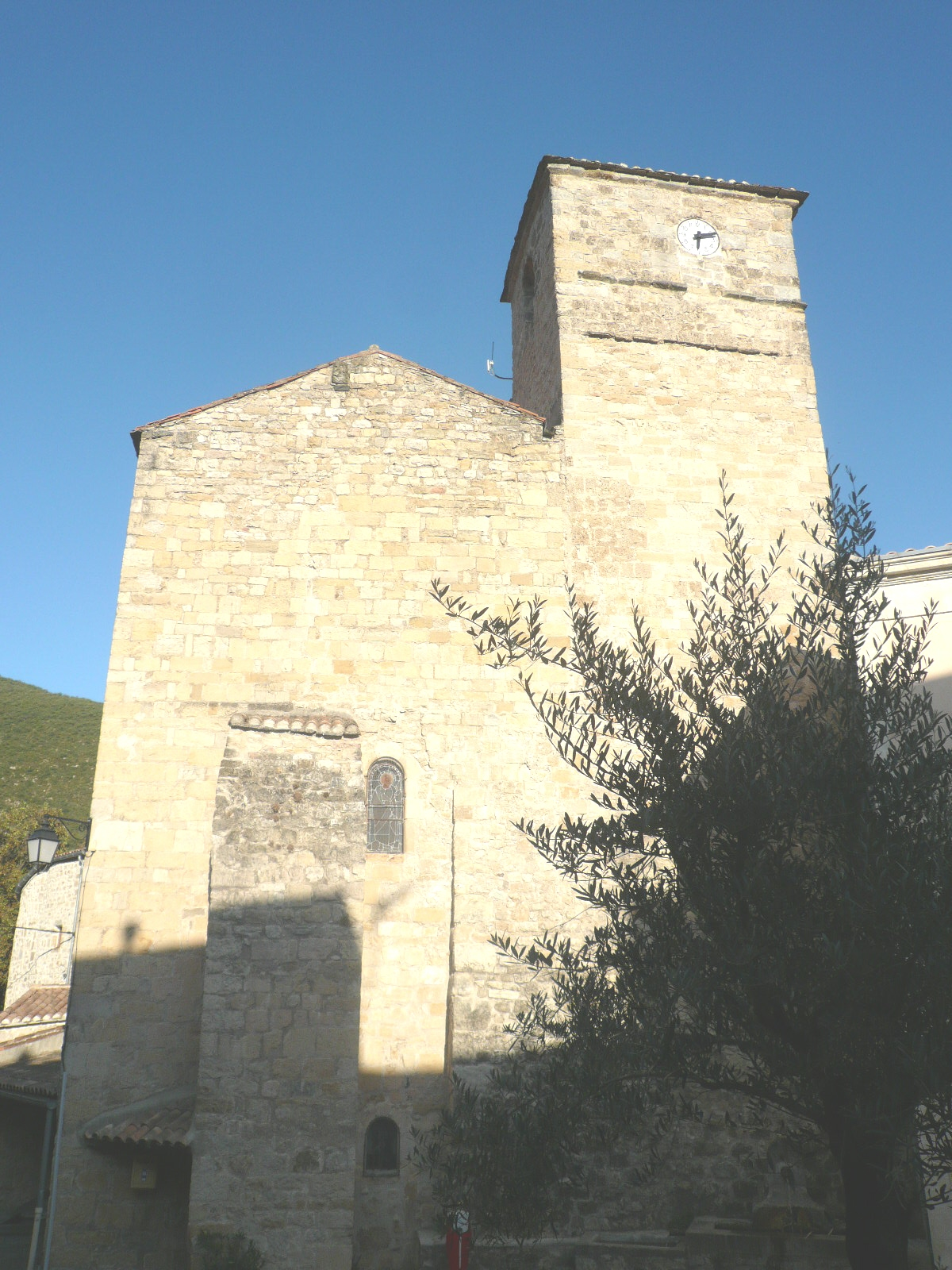
Kirche Sainte-Marie

## Persönlichkeiten
- Bernard Gui (1261/1262–1331), Inquisitor, hier verstorben